# Stazione di Yokosuka
La stazione di Yokosuka (横須賀駅?, Yokosuka-eki) è la principale stazione ferroviaria della città giapponese di Yokosuka, nella prefettura di Kanagawa. È servita dalla linea Yokosuka della JR East e dista 65,3 km dalla stazione di Tokyo.

## Storia
La stazione di Yokosuka fu inaugurata il 16 giugno 1889 come stazione di testa per la diramazione proveniente da Ōfuna per servire l'arsenale navale di Yokosuka e le relative strutture della marina imperiale giapponese. Il 12 ottobre 1909 la diramazione venne chiamata Linea Yokosuka, e l'attuale fabbricato di stazione, il terzo, è stato completato nell'aprile 1940, in previsione dell'estensione della linea fino a Kurihama avvenuta nel 1944. A partire dal 1º febbraio 1984 sono terminati i traffici merci, e la stazione è passata sotto il controllo della JR East il 1º aprile 1987.

## Linee
East Japan Railway Company
■ Linea Yokosuka

## Struttura
La stazione di Yokosuka è realizzata in superficie ed è dotata di un marciapiede laterale e uno a isola, con 2 binari totali, numerati 2 e 3 (il binario 1 era un tempo utilizzato per il trasporto merci).
| 2-3 | ■ Linea Yokosuka |  | per Zushi, Ōfuna, Yokohama, Tokyo, Chiba e Aeroporto Narita |
| 3   | ■ Linea Yokosuka |  | per Kinugasa e Kurihama                                     |

## Stazioni adiacenti
| «              | Servizio       | »              |
| Linea Yokosuka | Linea Yokosuka | Linea Yokosuka |
| -------------- | -------------- | -------------- |
| Taura          | Locale         | Kinugasa       |